# Psylliodes crambicola
Psylliodes crambicola är en skalbaggsart som beskrevs av Lohse 1954. Psylliodes crambicola ingår i släktet Psylliodes, och familjen bladbaggar. Arten är reproducerande i Sverige.